# رؤیا (نقاشی روسو)
رویا (انگلیسی: The Dream) که در فرانسه گاهی اوقات با نام رویایی هم شناخته می‌شود، یک نقاشی رنگ روغن بزرگ ایجاد شده توسط نقاش هنرمند پسادریافتگرای فرانسوی آنری روسو است که در سال ۱۹۱۰ طرح گردید، این نقاشی یکی از بیش از ۲۵ نقاشی روسو با تم و موضوع جنگل است و جزو آخرین کارهای تکمیل شدهٔ وی می‌باشد، این اثر هنری برای اولین بار از ۱ تا ۱۸ مارس ۱۹۱۰ در سالن انجمن هنرمندان مستقل به نمایش گذاشته شد، به طور دقیق چند ماه قبل از مرگ هنرمند در تاریخ دوم سپتامبر ۱۹۱۰، روسو بازخوردهای منفی از این اثرش دریافت داشته بود اما منتقد هنری گیوم آپولینر در اولین اظهار خودش چنین به دفاع از نقاشی پرداخت «تصویری از تابش زیبایی، که به یقین مسلم است، معتقدم که هیچ کس در این سال نخواهد خندید»